# Pierre Almes
Pierre Edmond Guillaume Almes, né à Béziers le 10 novembre 1880 et mort le 17 décembre 1944 à Saint-Jean-de-Luz, est un peintre, aquarelliste, affichiste et céramiste français. il a peint des banderoles pour les fêtes de Cannes, des paysages de Méditerranée, et des vues du pays Basque.

## Biographie
Élève de Fernand Cormon, sociétaire du Salon des artistes français dont il obtient une médaille d'argent, il expose à Toulon, Cannes, Nice, Bayonne et Saint-Jean-de-Luz.
On lui doit comme décorateur de céramiques, domaine dans lequel il excellera quant à l'apposition de personnages sur les formes arrondies des vases, des grès de la Poterie de Ciboure, au Pays Basque, ou encore des terres vernissées de l'atelier Bacs, à Golfe-Juan, sur la Cote d'azur, associant pour l'occasion l'émail irisé de l'école Massier au talent du décorateur, représentant des personnages néogrecs ainsi que des paysages de la côte d'azur.
Une exposition en 2020 au musée d'Art et d'Histoire de Bayonne donne d'avantage d'éclaircissement sur son parcours artistique,. Ami de Louis Floutier qu'il a rencontré chez Fernand Cormon, celui-ci lui propose de venir travailler à Ciboure dans la poterie qu'il fonde avec Étienne Vilotte et le tourneur Lecas,  ce qu'il fait en 1920. A cette occasion il signe quelques pièces décorées « à la grecque » puis retourne dans le sud est à Cannes pour travailler dans l'atelier Bacs de Golfe Juan en 1922 jusqu'en 1924, les pièces de cette période sont par conséquent très rares.
À partir de 1924 il retourne  décorer à nouveau des grès de E. Vilotte, pour la plupart non signés sur demande de Vilotte. Cependant quelques céramiques à décors basques sont de nouveau signée P. Almès vers 1930/1935, talent oblige.
L'absence de signature de la part des décorateurs du fait du dépôt de la marque EV en mai 1922, est valable pour Pierre Almès au même titre que pour les autres céramistes qui ont travaillé chez Étienne Vilotte dans les années 1920 et 1930, ce qui peut rendre délicate l'attribution des œuvres. Cependant dans le livre de Severine Berger La poterie de Ciboure 1919-1945, consacré à la première période de la poterie, le style Almès est défini comme aisément reconnaissable : « style assez ferme, les mouvements bien accentués restent néanmoins harmonieux, et surtout il y a un tracé des profils, des têtes et des nuques bien particulier »
Par ailleurs, outre le vase BACS ci dessous, un autre exemplaire signé Pierre Almès  de la période BACS est reproduit page 67 dans le livre de Edgard Pelichet ( éditions Grand Pont Lausanne) "la céramique art déco", et qui permettent de progresser dans l'identification de modèles ultérieurs non signés après 1924 à Ciboure, en montrant deux types de sujets que l'artiste reprendra, que sont les personnages aux paniers de fruits, ainsi que les danseuses aux tambourins ou aux cymbales. https://nicea-bmvr.nice.fr/PATRIMOINE/doc/SYRACUSE/33393/la-ceramique-art-deco-edgar-pelichet.
Pierre Almès, en libérant les formes et le mouvement des personnages, est celui qui, avec Jean Léon, a participé le plus à la transformation du style antique vers l'esthétique art déco, déjà très tôt vers 1922, en stylisant et en sublimant la sensualité des corps masculins et féminins, avec parfois une touche d'humour.

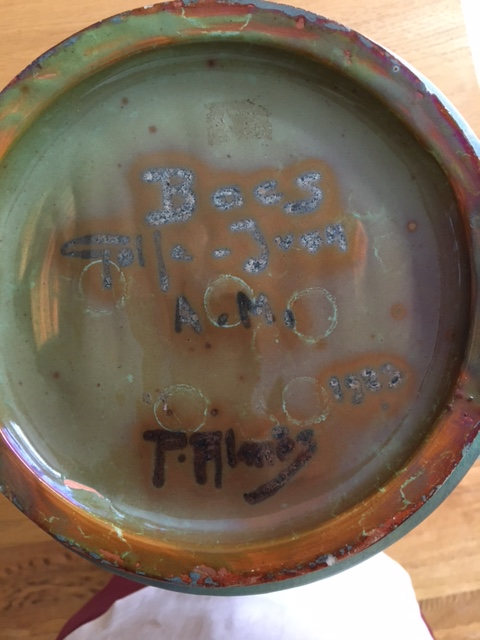
signature de Pierre Almes sur une céramique de BACS Golfe Juan datée 1923
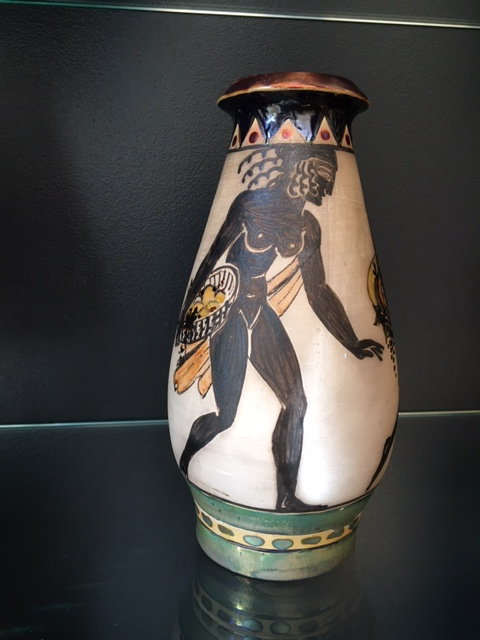
BACS signée P Almès avec émail irisé métallique 1922/1924
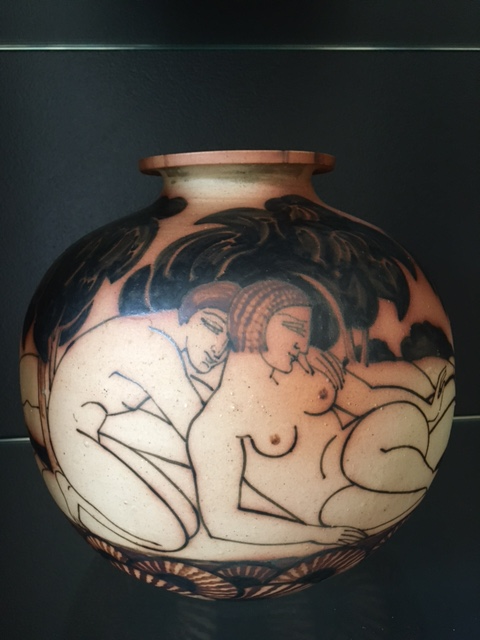
Grès de Ciboure signé EV attribuable à Pierre Almès 1925/1930